# Градска кула, Краков
Градската кула (на полски: Wieża ratuszowa w Krakowie) е сред основните забележителности на Главния пазарен площад в Стария град на Краков, Полша.
Кулата е последната останка от някогашната сграда на кметството на Краков, разрушена през 1820 година като част от плана за разширяване на площада. Избите на кулата са служели дотогава за градски затвор със зала за изтезания.

## История
Построената в края на 13 век от камък и тухли масивна готическа кула на старото кметство се извисява на 70 метра. В резултат от буря през 1703 година кулата е наклонена с 55 см. Най-високият етаж на кулата има площадка за наблюдение, отворена за посещения.
Оригиналната готическа украса на купола е унищожена при пожар, причинен от светкавица, паднала върху кулата през 1680 година. Последвалата реконструкция на кулата трае от 1683 до 1686 година под ръководството на тогавашния кралски архитект Пьотър Бѐбер, проектирал новия внушителен бароков купол, оцелял едва до 1783 година. По онова време куполът започва да се руши и е заменен с по-малък купол, спонсориран от архиепископа Каѐтан Со̀лтик.
Входът на кулата се пази от 2 каменни лъва, изсечени в началото на XIX век. Скулптурите на лъвовете са докарани в Краков от изпълнения в стил класицизъм замък на рода Морстин в Плавовице по време на реновациите от 1961 – 1965 г.
Кулата е филиал на Краковския исторически музей. Поддържа постоянна изложба на снимки на пазарния площад на Краков, изложени са артефакти от историята на града.
От години сутеренът на кулата служи за сцена за театрални изпълнения, наречена „Сцена под градската кула“, използвана от краковския „Народен театър“ (Teatr Ludowy).

## Галерия
- Кулата в картина от 1797 година от Франчишек Смуглевич
- Кулата през 1930 година
- Детайл от купола